# دولتپور
دولتپور (به لاتین: Daulatpur) یک منطقهٔ مسکونی در بنگلادش است که در ناحیه پیروج‌پور واقع شده‌است.